# Хомич, Владислав Юрьевич
Владисла́в Ю́рьевич Хомич (род. 11 апреля 1952) — советский и российский учёный-энергетик, академик Российской академии наук (2006), член Президиума РАН. Лауреат Государственной премии СССР (1982) и Государственной премии РФ (2003).

## Биография
Владислав Юрьевич Хомич родился 11 апреля 1952 года в г. Москве. В 1969—1975 годах учился на факультете радиотехники и кибернетики МФТИ.
В 1979 году защитил кандидатскую диссертацию «Исследование охлаждаемых элементов силовой оптики», в 1991 году — докторскую диссертацию на тему «Разработка, создание и исследование охлаждаемых оптических элементов лазеров».
Работает временно исполняющим обязанности директора Института электрофизики и электроэнергетики РАН в г. Санкт-Петербурге.
Член-корреспондент РАН с 26 мая 2000 года, академик РАН с 25 мая 2006 года по Отделению энергетики, машиностроения, механики и процессов управления.
Область научных интересов: силовая квантовая оптика, создание мощных лазеров, сильноточные электрические разряды. Он использовал в качестве теплоносителей жидкометаллические материалы, высокопористые ячеистые материалы — для крупногабаритных элементов, предложил применять плазменные процессы по уничтожению ядовитых отходов.
Проживает в Москве.
Сын Юрий (род. 1986) — кандидат технических наук.

## Труды
- Д. В. Ганин, С. И. Миколуцкий, В. Н. Токарев, В. Ю. Хомич, В. А. Шмаков, В. А. Ямщиков. «Образование микронных и субмикронных структур на поверхности диоксида циркония при наносекундном лазерном воздействии». Квантовая электроника, 44:4 (2014), 317—321
- С. И. Мошкунов, С. В. Небогаткин, И. Е. Ребров, В. Ю. Хомич, В. А. Ямщиков. «Система прокачки газовых смесей лазеров с использованием высокочастотного барьерного разряда». Квантовая электроника, 41:12 (2011), 1093—1097
- С. И. Мошкунов, В. Ю. Хомич, В. А. Ямщиков. «Увеличение длительности импульса излучения ArF-лазера с твердотельным генератором накачки». Квантовая электроника, 41:4 (2011), 366—369
- С. К. Вартапетов, О. В. Грязнов, М. В. Малашин, С. И. Мошкунов, С. В. Небогаткин, Р. Р. Хасая, В. Ю. Хомич, В. А. Ямщиков. «Электроразрядный ВУФ лазер с твердотельным генератором накачки». Квантовая электроника., 39:8 (2009), 714—718
- С. К. Вартапетов, А. А. Жигалкин, К. Э. Лапшин, А. З. Обидин, В. Ю. Хомич, В. А. Ямщиков. «Исследование электроразрядного ВУФ лазера на молекулярном фторе». Квантовая электроника, 36:5 (2006), 393—398
- Н. В. Сидоров, П. Г. Чуфырев, М. Н. Палатников, Н. Н. Мельник, Ю. А. Железнов, В. Ю. Хомич. «Проявление фоторефрактивного эффекта в спектрах комбинационного рассеяния света кристаллов ниобата лития разного состава». Квантовая электроника., 34:12 (2004), 1177—1179

## Награды и премии
- Премия Правительства Санкт-Петербурга «за выдающиеся научные результаты в области науки и техники в 2021 году» в номинации «технические науки — премия им. А. Н. Крылова» — за научные результаты в области электрофизики и физико-технических проблем энергетики[2]
- Орден «За заслуги перед Отечеством» III степени (29 апреля 2019 года) — за большой вклад в развитие науки и многолетнюю добросовестную работу[3]
- Орден «За заслуги перед Отечеством» IV степени (8 сентября 2009 года) — за большой вклад в развитие науки и многолетнюю плодотворную деятельность[4]
- Орден Александра Невского (5 февраля 2024 года) — за большой вклад в развитие отечественной науки, многолетнюю плодотворную деятельность и в связи с 300-летием со дня основания Российской академии наук[5]
- Офицер ордена «Академических пальм» (2009, Франция)[6]
- Орден Почёта (9 июня 2006 года, Молдавия) — в знак признания особых заслуг в развитии международного сотрудничества в области науки и за вклад в продвижение имиджа Республики Молдова за рубежом[7]
- Государственная премия Российской Федерации в области науки и техники (2003) — за фундаментальные исследования, разработку и создание электрофизических установок и плазменных технологических процессов для защиты окружающей среды
- Государственная премия СССР (1982) — за работу в области приборостроения
- Премия имени П. Н. Яблочкова (совместно с С. И. Мошкуновым, за 2021 год) — за цикл работ «Создание и исследование генераторов высоковольтных импульсов на основе полупроводниковых коммутаторов»[8]